# Taishi Tsunada
Taishi Tsunada (født 5. april 1984) er en japansk fodboldspiller.
Han har spillet for flere forskellige klubber i sin karriere, herunder Kamatamare Sanuki.